# Formula 1 – sezona 2000.
| FIA Svjetsko prvenstvo Formule 1 2000. | FIA Svjetsko prvenstvo Formule 1 2000. |
|                                        | Prvak                                  |
| -------------------------------------- | -------------------------------------- |
| Vozač                                  | Michael Schumacher (Ferrari)           |
| Konstruktor                            | Ferrari                                |
| Prethodna sezona                       | Sljedeća sezona                        |
| 1999.                                  | 2001.                                  |

Formula 1 – sezona 2000. je bila 51. sezona u prvenstvu Formule 1.

## Vozači i konstruktori
| Konstruktor / Momčad                           | Šasija         | Motor                        | Gume | Broj | Vozači                | Utrke      |
| ---------------------------------------------- | -------------- | ---------------------------- | ---- | ---- | --------------------- | ---------- |
| McLaren-Mercedes West McLaren Mercedes         | McLaren MP4/15 | Mercedes FO 110J V10 3.0     | B    | 1    | Mika Häkkinen         | Sve        |
| McLaren-Mercedes West McLaren Mercedes         | McLaren MP4/15 | Mercedes FO 110J V10 3.0     | B    | 2    | David Coulthard       | Sve        |
| Ferrari Scuderia Ferrari Marlboro              | Ferrari F-2000 | Ferrari 049 V10 3.0          | B    | 3    | Michael Schumacher    | Sve        |
| Ferrari Scuderia Ferrari Marlboro              | Ferrari F-2000 | Ferrari 049 V10 3.0          | B    | 4    | Rubens Barrichello    | Sve        |
| Jordan-Mugen Honda Benson & Hedges Jordan      | Jordan EJ10    | Mugen Honda MF-301HE V10 3.0 | B    | 5    | Heinz-Harald Frentzen | 1-10       |
| Jordan-Mugen Honda Benson & Hedges Jordan      | Jordan EJ10    | Mugen Honda MF-301HE V10 3.0 | B    | 6    | Jarno Trulli          | 1-10       |
| Jordan-Mugen Honda Benson & Hedges Jordan      | Jordan EJ10B   | Mugen Honda MF-301HE V10 3.0 | B    | 5    | Heinz-Harald Frentzen | 11-17      |
| Jordan-Mugen Honda Benson & Hedges Jordan      | Jordan EJ10B   | Mugen Honda MF-301HE V10 3.0 | B    | 6    | Jarno Trulli          | 11-17      |
| Jaguar-Ford Cosworth Jaguar Racing             | Jaguar R1      | Ford Cosworth CR-2 V10 3.0   | B    | 7    | Eddie Irvine          | 1-9, 11-17 |
| Jaguar-Ford Cosworth Jaguar Racing             | Jaguar R1      | Ford Cosworth CR-2 V10 3.0   | B    | 7    | Luciano Burti         | 10         |
| Jaguar-Ford Cosworth Jaguar Racing             | Jaguar R1      | Ford Cosworth CR-2 V10 3.0   | B    | 8    | Johnny Herbert        | Sve        |
| Williams-BMW BMW Williams F1 Team              | Williams FW22  | BMW E41 V10 3.0              | B    | 9    | Ralf Schumacher       | Sve        |
| Williams-BMW BMW Williams F1 Team              | Williams FW22  | BMW E41 V10 3.0              | B    | 10   | Jenson Button         | Sve        |
| Benetton-Playlife Mild Seven Benetton Playlife | Benetton R200  | Playlife FB02 V10 3.0        | B    | 11   | Giancarlo Fisichella  | Sve        |
| Benetton-Playlife Mild Seven Benetton Playlife | Benetton R200  | Playlife FB02 V10 3.0        | B    | 12   | Alexander Wurz        | Sve        |
| Prost-Peugeot Gauloises Prost Peugeot          | Prost AP03     | Peugeot A20 V10 3.0          | B    | 14   | Jean Alesi            | Sve        |
| Prost-Peugeot Gauloises Prost Peugeot          | Prost AP03     | Peugeot A20 V10 3.0          | B    | 15   | Nick Heidfeld         | Sve        |
| Sauber-Petronas Red Bull Sauber Petronas       | Sauber C19     | Petronas SPE-04A V10 3.0     | B    | 16   | Pedro Diniz           | Sve        |
| Sauber-Petronas Red Bull Sauber Petronas       | Sauber C19     | Petronas SPE-04A V10 3.0     | B    | 17   | Mika Salo             | Sve        |
| Arrows-Supertec Arrows F1 Team                 | Arrows A21     | Supertec FB02 V10 3.0        | B    | 18   | Pedro de la Rosa      | Sve        |
| Arrows-Supertec Arrows F1 Team                 | Arrows A21     | Supertec FB02 V10 3.0        | B    | 19   | Jos Verstappen        | Sve        |
| Minardi-Fondmetal Telefonica Minardi Fondmetal | Minardi M02    | Fondmetal RV10 V10 3.0       | B    | 20   | Marc Gené             | Sve        |
| Minardi-Fondmetal Telefonica Minardi Fondmetal | Minardi M02    | Fondmetal RV10 V10 3.0       | B    | 21   | Gastón Mazzacane      | Sve        |
| BAR-Honda Lucky Strike Reynard BAR Honda       | BAR 002        | Honda RA000E V10 3.0         | B    | 22   | Jacques Villeneuve    | Sve        |
| BAR-Honda Lucky Strike Reynard BAR Honda       | BAR 002        | Honda RA000E V10 3.0         | B    | 23   | Ricardo Zonta         | Sve        |

## Utrke
|     | Utrka                                              | 1.                               | 2.                                     | 3.                                       |
| --- | -------------------------------------------------- | -------------------------------- | -------------------------------------- | ---------------------------------------- |
|     |                                                    |                                  |                                        |                                          |
| 1.  | VN Australije, Melbourne 12. ožujka 2000.          | Michael Schumacher Ferrari       | Rubens Barrichello Ferrari             | Ralf Schumacher Williams-BMW             |
| 2.  | VN Brazila, Interlagos 26. ožujka 2000.            | Michael Schumacher Ferrari       | Giancarlo Fisichella Benetton-Playlife | Heinz-Harald Frentzen Jordan-Mugen Honda |
| 3.  | VN San Marina, Imola 9. travnja 2000.              | Michael Schumacher Ferrari       | Mika Häkkinen McLaren-Mercedes         | David Coulthard McLaren-Mercedes         |
| 4.  | VN Velike Britanije, Silverstone 23. travnja 2000. | David Coulthard McLaren-Mercedes | Mika Häkkinen McLaren-Mercedes         | Michael Schumacher Ferrari               |
| 5.  | VN Španjolske, Catalunya 7. svibnja 2000.          | Mika Häkkinen McLaren-Mercedes   | David Coulthard McLaren-Mercedes       | Rubens Barrichello Ferrari               |
| 6.  | VN Europe, Nürburgring 21. svibnja 2000.           | Michael Schumacher Ferrari       | Mika Häkkinen McLaren-Mercedes         | David Coulthard McLaren-Mercedes         |
| 7.  | VN Monaka, Monte Carlo 4. lipnja 2000.             | David Coulthard McLaren-Mercedes | Rubens Barrichello Ferrari             | Giancarlo Fisichella Benetton-Playlife   |
| 8.  | VN Kanade, Montreal 18. lipnja 2000.               | Michael Schumacher Ferrari       | Rubens Barrichello Ferrari             | Giancarlo Fisichella Benetton-Playlife   |
| 9.  | VN Francuske, Magny-Cours 2. srpnja 2000.          | David Coulthard McLaren-Mercedes | Mika Häkkinen McLaren-Mercedes         | Rubens Barrichello Ferrari               |
| 10. | VN Austrije, Spielberg 16. srpnja 2000.            | Mika Häkkinen McLaren-Mercedes   | David Coulthard McLaren-Mercedes       | Rubens Barrichello Ferrari               |
| 11. | VN Njemačke, Hockenheim 30. srpnja 2000.           | Rubens Barrichello Ferrari       | Mika Häkkinen McLaren-Mercedes         | David Coulthard McLaren-Mercedes         |
| 12. | VN Mađarske, Hungaroring 13. kolovoza 2000.        | Mika Häkkinen McLaren-Mercedes   | Michael Schumacher Ferrari             | David Coulthard McLaren-Mercedes         |
| 13. | VN Belgije, Spa-Francorchamps 27. kolovoza 2000.   | Mika Häkkinen McLaren-Mercedes   | Michael Schumacher Ferrari             | Ralf Schumacher Williams-BMW             |
| 14. | VN Italije, Monza 10. rujna 2000.                  | Michael Schumacher Ferrari       | Mika Häkkinen McLaren-Mercedes         | Ralf Schumacher Williams-BMW             |
| 15. | VN SAD, Indianapolis 24. rujna 2000.               | Michael Schumacher Ferrari       | Rubens Barrichello Ferrari             | Heinz-Harald Frentzen Jordan-Mugen Honda |
| 16. | VN Japana, Suzuka 8. listopada 2000.               | Michael Schumacher Ferrari       | Mika Häkkinen McLaren-Mercedes         | David Coulthard McLaren-Mercedes         |
| 17. | VN Malezije, Sepang 22. listopada 2000.            | Michael Schumacher Ferrari       | David Coulthard McLaren-Mercedes       | Rubens Barrichello Ferrari               |
|     |                                                    |                                  |                                        |                                          |

## Konačni poredak

### Vozači
| Poz. | Vozač                 | AUS | BRA | SMR | GBR | ESP | EUR | MON | CAN | FRA | AUT | GER | HUN | BEL | ITA | USA | JPN | MAL | Bodovi |
| ---- | --------------------- | --- | --- | --- | --- | --- | --- | --- | --- | --- | --- | --- | --- | --- | --- | --- | --- | --- | ------ |
| 1.   | Michael Schumacher    | 1   | 1   | 1   | 3   | 5   | 1   | Ret | 1   | Ret | Ret | Ret | 2   | 2   | 1   | 1   | 1   | 1   | 108    |
| 2.   | Mika Häkkinen         | Ret | Ret | 2   | 2   | 1   | 2   | 6   | 4   | 2   | 1   | 2   | 1   | 1   | 2   | Ret | 2   | 4   | 89     |
| 3.   | David Coulthard       | Ret | DSQ | 3   | 1   | 2   | 3   | 1   | 7   | 1   | 2   | 3   | 3   | 4   | Ret | 5   | 3   | 2   | 73     |
| 4.   | Rubens Barrichello    | 2   | Ret | 4   | Ret | 3   | 4   | 2   | 2   | 3   | 3   | 1   | 4   | Ret | Ret | 2   | 4   | 3   | 62     |
| 5.   | Ralf Schumacher       | 3   | 5   | Ret | 4   | 4   | Ret | Ret | 14  | 5   | Ret | 7   | 5   | 3   | 3   | Ret | Ret | Ret | 24     |
| 6.   | Giancarlo Fisichella  | 5   | 2   | 11  | 7   | 9   | 5   | 3   | 3   | 9   | Ret | Ret | Ret | Ret | 11  | Ret | 14  | 9   | 18     |
| 7.   | Jacques Villeneuve    | 4   | Ret | 5   | 16  | Ret | Ret | 7   | 15  | 4   | 4   | 8   | 12  | 7   | Ret | 4   | 6   | 5   | 17     |
| 8.   | Jenson Button         | Ret | 6   | Ret | 5   | 17  | 10  | Ret | 11  | 8   | 5   | 4   | 9   | 5   | Ret | Ret | 5   | Ret | 12     |
| 9.   | Heinz-Harald Frentzen | Ret | 3   | Ret | 17  | 6   | Ret | 10  | Ret | 7   | Ret | Ret | 6   | 6   | Ret | 3   | Ret | Ret | 11     |
| 10.  | Jarno Trulli          | Ret | 4   | 15  | 6   | 12  | Ret | Ret | 6   | 6   | Ret | 9   | 7   | 22  | Ret | Ret | 13  | 12  | 6      |
| 11.  | Mika Salo             | DSQ | DNS | 6   | 8   | 7   | Ret | 5   | Ret | 10  | 6   | 5   | 10  | 9   | 7   | Ret | 10  | 8   | 6      |
| 12.  | Jos Verstappen        | Ret | 7   | 14  | Ret | Ret | Ret | Ret | 5   | Ret | Ret | Ret | 13  | 15  | 4   | Ret | Ret | 10  | 5      |
| 13.  | Eddie Irvine          | Ret | Ret | 7   | 13  | 11  | Ret | 4   | 13  | 13  | ILL | 10  | 8   | 10  | Ret | 7   | 8   | 6   | 4      |
| 14.  | Ricardo Zonta         | 6   | 9   | 12  | Ret | 8   | Ret | Ret | 8   | Ret | Ret | Ret | 14  | 12  | 6   | 6   | 9   | Ret | 3      |
| 15.  | Alexander Wurz        | 7   | Ret | 9   | 9   | 10  | 12  | Ret | 9   | Ret | 10  | Ret | 11  | 13  | 5   | 10  | Ret | 7   | 2      |
| 16.  | Pedro de la Rosa      | Ret | 8   | Ret | Ret | Ret | 6   | Ret | Ret | Ret | Ret | 6   | 16  | 16  | Ret | Ret | 12  | Ret | 2      |
| 17.  | Johnny Herbert        | Ret | Ret | 10  | 12  | 13  | 11  | 9   | Ret | Ret | 7   | Ret | Ret | 8   | Ret | 11  | 7   | Ret | 0      |
| 18.  | Pedro Diniz           | Ret | DNS | 8   | 11  | Ret | 7   | Ret | 10  | 11  | 9   | Ret | Ret | 11  | 8   | 8   | 11  | Ret | 0      |
| 19.  | Marc Gené             | 8   | Ret | Ret | 14  | 14  | Ret | Ret | 16  | 15  | 8   | Ret | 15  | 14  | 9   | 12  | Ret | Ret | 0      |
| 20.  | Nick Heidfeld         | 9   | Ret | Ret | Ret | 16  | EX  | 8   | Ret | 12  | Ret | Ret | Ret | Ret | Ret | 9   | Ret | Ret | 0      |
| 21.  | Gastón Mazzacane      | Ret | 10  | 13  | 15  | 15  | 8   | Ret | 12  | Ret | 12  | 11  | Ret | 17  | 10  | Ret | 15  | 13  | 0      |
| 22.  | Jean Alesi            | Ret | Ret | Ret | 10  | Ret | 9   | Ret | Ret | 14  | Ret | Ret | Ret | Ret | 12  | Ret | Ret | 11  | 0      |
| 23.  | Luciano Burti         |     |     |     |     |     |     |     |     |     | 11  |     |     |     |     |     |     |     | 0      |
| Poz. | Vozač                 | AUS | BRA | SMR | GBR | ESP | EUR | MON | CAN | FRA | AUT | GER | HUN | BEL | ITA | USA | JPN | MAL | Bodovi |

| Boja       | Rezultat                   | Oznaka boje |
| ---------- | -------------------------- | ----------- |
| Zlato      | 1. mjesto                  | #FFFFBF     |
| Srebro     | 2. mjesto                  | #DFDFDF     |
| Bronca     | 3. mjesto                  | #FFDF9F     |
| Zeleno     | U cilju osvojivši bodove   | #DFFFDF     |
| Plavo      | U cilju bez bodova         | #CFCFFF     |
| Ljubičasto | Nije završio utrku (Ret)   | #EFCFFF     |
| Ljubičasto | Nije klasificiran (NC)     | #EFCFFF     |
| Crveno     | Nije se kvalificirao (DNQ) | #FFCFCF     |
| Crno       | Diskvalificaran (DSQ)      | #000000     |
| Bijelo     | Nije startao (DNS)         | #FFFFFF     |
| Bez boje   | Nije sudjelovao            |             |
| Bez boje   | Bolovanje (INJ)            |             |
| Bez boje   | Isključen (EX)             |             |

### Konstruktori
| Pozicija | Konstruktor          | Bodovi |
| -------- | -------------------- | ------ |
| 1.       | Ferrari              | 170    |
| 2.       | McLaren-Mercedes     | 152    |
| 3.       | Williams-BMW         | 36     |
| 4.       | Benetton-Playlife    | 20     |
| 5.       | BAR-Honda            | 20     |
| 6.       | Jordan-Mugen Honda   | 17     |
| 7.       | Arrows-Supertec      | 7      |
| 8.       | Sauber-Petronas      | 6      |
| 9.       | Jaguar-Ford Cosworth | 4      |
| 10.      | Minardi-Fondmetal    | 0      |
| 11.      | Prost-Peugeot        | 0      |